# 花卷機場
花卷機場（日语：／ Hanamaki kūkō */?）位於岩手縣花卷市，根據日本空港整備法被分成第三種機場。

## 歷史
- 1964年：跑道長1,200公尺開始使用。開設航線往東京國際機場。
- 1983年：跑道延長2,000公尺。
- 1985年：航線往東京國際機場取消。
- 1993年4月18日：日本佳速航空的DC-9型客機（JA8448）著陸失敗，然後起火。有58人受傷。
- 1997年12月27日：開設航線往新潟機場。
- 2005年2月17日：航線往名古屋飛行場轉為往中部國際機場。
- 2005年3月15日：跑道延長2,500公尺。
- 2009年：在現時航廈的東側地建造新的航廈。
- 2018年8月1日：台灣虎航開設花卷/台北桃園定期航線，成為花卷機場設立54年來，第一條國際定期航線。
- 2018年12月31日：东方航空开设花卷/上海浦东定期航线。[1]

## 航空管制
| 種類 | 頻率              |
| ---- | ----------------- |
| RDO  | 118.2MHz,126.2MHz |

## 航空無線保安設施
| 局名 | 識別信號 | 頻率(MHz) | 頻率(MHz) |
| 局名 | 識別信號 | VOR       | DME       |
| 花巻 | HPE      | 112.8     | 1162      |

## 航空公司與航點
| 航空公司             | 目的地                                          |
| -------------------- | ----------------------------------------------- |
| 日本航空 由J-Air營運 | 札幌-新千歲、大阪-伊丹、福岡                    |
| 富士夢幻航空         | 名古屋-小牧、神戶、福岡(預計2025年10月26日開航) |
| 台灣虎航             | 台北-桃園                                       |
| 中國東方航空         | 上海-浦东（季節性）                             |

## 交通

### 巴士
- 岩手縣交通
  - 由盛岡巴士總站出發，經盛岡站至花卷機場
  - 北上站 - 花卷站 - 花卷機場 - 石鳥谷
  - 北上站 - 花卷站 - 花卷機場 - 花卷機場車站

### 鐵路
- 東日本旅客鐵道（JR東日本）東北本線
  - 花卷機場車站

## 外部連結
- 花卷機場 （页面存档备份，存于）（日語）（英文）（繁體中文）